# Jaera albifrons
Espèce
Jaera albifrons ou Jaera (Jaera) albifrons est une espèce de crustacés isopodes de la famille des Janiridae,,. Il existe une sous-espèce appelée Jaera (Jaera) albifrons  albifrons.
L'espèce Jaera albifrons a été décrite par le zoologiste britannique William Elford Leach en 1814. 

## Distribution et biologie
Côtes de l'Amérique du Nord et d'Europe dont la côte française atlantique. On trouve Jaera albifrons dans des endroits humides en haut de l'estran, il supporte la dessalure.